# Aldo Amadeo
Aldo Amadeo (Mendatica, 14 ottobre 1918 – Imperia, 9 maggio 2002) è stato un politico italiano.